# Record de France de natation dames du 200 mètres nage libre
Progression du record de France de natation sportive dames pour l'épreuve du 200 mètres nage libre en bassin de 50 et 25 mètres.

## Bassin de 50 mètres
| Temps            | Athlète                   | Naissance | Âge | Club                                 | Compétition                | Lieu                | Date               |
| ---------------- | ------------------------- | --------- | --- | ------------------------------------ | -------------------------- | ------------------- | ------------------ |
| 3 min 16 s 14    | Gilberte Mortier          |           |     | Libellule de Paris                   |                            | Paris Sporting      | 25 juin 1924       |
| 3 min 09 s 0     | Mariette Protin           |           |     | FFNS                                 |                            | Paris Sporting      | 26 juillet 1924    |
| 3 min 04 s 2     | Marguerite Ledoux         |           |     | Enfants de Neptune de Tourcoing      |                            | Paris Tourelles     | 10 juillet 1927    |
| 3 min 03 s 6     | Marguerite Ledoux         |           |     | Enfants de Neptune de Tourcoing      |                            | Tourcoing           | 25 septembre 1927  |
| 2 min 58 s 4     | Solita Salgado            |           |     | Mouettes de Paris                    |                            | Champerret          | 23 décembre 1928   |
| 2 min 57 s 2     | Solita Salgado            |           |     | Mouettes de Paris                    |                            | Champerret          | 30 novembre 1929   |
| 2 min 54 s 8     | Solita Salgado            |           |     | Mouettes de Paris                    |                            | Champerret          | 24 décembre 1929   |
| 2 min 50 s 2     | Yvonne Godard             |           |     | Club des Nageurs de Paris            |                            | Paris Molitor       | 2 mars 1930        |
| 2 min 45 s 0     | Yvonne Godard             |           |     | Club des Nageurs de Paris            |                            | Paris Tourelles     | 21 juillet 1930    |
| 2 min 42 s 0     | Yvonne Godard             |           |     | Club des Nageurs de Paris            |                            | Paris Molitor       | 25 mai 1932        |
| 2 min 39 s 5     | Mayanne Jouvenel          |           |     | Mouettes de Paris                    |                            | Marseille           | 6 octobre 1941     |
| 2 min 39 s 4     | Josette Arène-Delmas      |           |     | Stade français                       |                            | Paris Molitor       | 23 décembre 1947   |
| 2 min 39 s 0     | Colette Thomas            |           |     | Mouettes de Paris                    |                            | Reims               | 17 avril 1948      |
| 2 min 37 s 3     | Ginette Jany              |           |     | Dauphins du TOEC                     |                            | Marseille           | 1er septembre 1948 |
| 2 min 32 s 7     | Josette Arène-Delmas      |           |     | Stade français                       |                            | Menton              | 2 septembre 1948   |
| 2 min 31 s 2     | Ginette Jany              |           |     | Dauphins du TOEC                     |                            | Alger               | 4 août 1951        |
| 2 min 28 s 4     | Ginette Jany              |           |     | Dauphins du TOEC                     |                            | Marseille           | 19 septembre 1951  |
| 2 min 27 s 9     | Héda Frost                |           |     | GLE Alger                            |                            | Alger               | 28 juillet 1959    |
| 2 min 21 s 3     | Héda Frost                |           |     | GLE Alger                            |                            | Alger               | 12 juillet 1960    |
| 2 min 17 s 4     | Claude Mandonnaud         | 1950      | 16  | ASPTT Limoges                        |                            | Paris Vallerey      | 11 juillet 1966    |
| 2 min 17 s 0     | Claude Mandonnaud         | 1950      | 16  | ASPTT Limoges                        |                            | Béziers             | 25 juillet 1966    |
| 2 min 16 s 5     | Claude Mandonnaud         | 1950      | 16  | ASPTT Limoges                        |                            | Mourenx             | 6 août 1966        |
| 2 min 15 s 5 RE  | Claude Mandonnaud         | 1950      | 16  | ASPTT Limoges                        |                            | Mourenx             | 13 août 1966       |
| 2 min 15 s 0 RE  | Danièle Dorléans          | 1947      | 20  | Cercle des nageurs de Marseille      |                            | Marseille           | 16 août 1967       |
| 2 min 14 s 7     | Claude Mandonnaud         | 1950      | 18  | ASPTT Limoges                        |                            | Paris               | 13 juillet 1968    |
| 2 min 12 s 4 RE  | Claude Mandonnaud         | 1950      | 18  | ASPTT Limoges                        |                            | Paris               | 3 août 1968        |
| 2 min 10 s 87    | Claude Mandonnaud         | 1950      | 23  | ASPTT Limoges                        |                            | Vittel              | 13 juillet 1973    |
| 2 min 08 s 72    | Guylaine Berger Talochino | 1956      | 18  | CN Maisons-Alfort                    |                            | Bordeaux            | 22 mars 1974       |
| 2 min 08 s 47    | Claude Mandonnaud         | 1950      | 24  | ASPTT Limoges                        |                            | Paris               | 2 août 1974        |
| 2 min 08 s 15    | Guylaine Berger Talochino | 1956      | 19  | CN Maisons-Alfort                    |                            | Paris               | 3 août 1975        |
| 2 min 07 s 52    | Guylaine Berger Talochino | 1956      | 20  | Club des nageurs de Paris            |                            | Tarbes              | 5 mars 1976        |
| 2 min 06 s 74    | Guylaine Berger Talochino | 1956      | 20  | Club des nageurs de Paris            | Jeux Olympiques            | Montréal            | 22 juillet 1976    |
| 2 min 06 s 28    | Guylaine Berger Talochino | 1956      | 22  | AS Le Plessis-Savigny                |                            | Laval               | 14 juillet 1978    |
| 2 min 05 s 77    | Guylaine Berger Talochino | 1956      | 23  | AS Sucy-en-Brie Natation             |                            | Montréal            | 1er février 1979   |
| 2 min 04 s 60    | Guylaine Berger Talochino | 1956      | 24  | AS Sucy-en-Brie Natation             | Jeux Olympiques (s)        | Moscou              | 24 juillet 1980    |
| 2 min 04 s 52    | Véronique Stéphan         | 1963      | 19  | Mouettes de Paris                    |                            | Buenos Aires        | 15 avril 1982      |
| 2 min 03 s 69    | Véronique Jardin          | 1966      | 17  | Stade Français Olympique Courbevoie  | Championnats de France     | Bordeaux            | 29 juillet 1983    |
| 2 min 03 s 62    | Véronique Jardin          | 1966      | 20  | Stade Français Olympique Courbevoie  |                            | Barcelone           | 16 février 1986    |
| 2 min 03 s 53    | Catherine Plewinski       | 1968      | 18  | CNSR Cluses                          |                            | Rome                | 23 mai 1986        |
| 2 min 03 s 31    | Véronique Jardin          | 1966      | 20  | Stade Français Olympique Courbevoie  | Championnats du monde      | Madrid              | 17 août 1986       |
| 2 min 02 s 91    | Catherine Plewinski       | 1968      | 19  | CNSR Cluses                          |                            | Strasbourg          | 23 janvier 1987    |
| 2 min 01 s 90    | Catherine Plewinski       | 1968      | 19  | CNSR Cluses                          | Championnats de France (f) | Mulhouse            | 2 avril 1987       |
| 2 min 00 s 76    | Cécile Prunier            | 1969      | 19  | SN Versailles                        |                            | Dunkerque           | 4 août 1988        |
| 2 min 00 s 55    | Catherine Plewinski       | 1968      | 21  | CNSR Cluses                          | Championnats d'Europe      | Bonn                | 16 août 1989       |
| 2 min 00 s 32    | Catherine Plewinski       | 1968      | 23  | Abbeville SC                         | Championnats d'Europe      | Athènes             | 31 août 1991       |
| 1 min 59 s 88    | Catherine Plewinski       | 1968      | 24  | Abbeville SC                         | Jeux Olympiques            | Barcelone           | 27 juillet 1992    |
| 1 min 59 s 67    | Solenne Figuès            | 1979      | 21  | Dauphins du TOEC                     | Jeux Olympiques (rf)       | Sydney              | 20 septembre 2000  |
| 1 min 59 s 63    | Solenne Figuès            | 1979      | 23  | Dauphins du TOEC                     | Championnats d'Europe (f)  | Berlin              | 3 août 2002        |
| 1 min 59 s 33    | Solenne Figuès            | 1979      | 24  | Dauphins du TOEC                     | Championnats de France (d) | Saint-Étienne       | 15 avril 2003      |
| 1 min 59 s 27    | Solenne Figuès            | 1979      | 24  | Dauphins du TOEC                     | Championnats du monde (f)  | Barcelone           | 23 juillet 2003    |
| 1 min 58 s 94    | Solenne Figuès            | 1979      | 25  | Dauphins du TOEC                     | Vittel Cup (f)             | Toulouse            | 28 mars 2004       |
| 1 min 58 s 36    | Solenne Figuès            | 1979      | 25  | Dauphins du TOEC                     | Championnats de France (f) | Dunkerque           | 21 avril 2004      |
| 1 min 58 s 30    | Solenne Figuès            | 1979      | 25  | Dauphins du TOEC                     | Championnats d'Europe (f)  | Madrid              | 15 mai 2004        |
| 1 min 57 s 81    | Laure Manaudou            | 1986      | 20  | Cercle des Nageurs de Melun Dammarie | Championnats de France (f) | Tours               | 13 mai 2006        |
| 1 min 57 s 66    | Laure Manaudou            | 1986      | 21  | Canet 66 natation                    | Championnats du monde (s)  | Melbourne           | 27 mars 2007       |
| 1 min 57 s 30    | Laure Manaudou            | 1986      | 21  | Canet 66 natation                    | Championnats du monde (d)  | Melbourne           | 27 mars 2007       |
| 1 min 55 s 52 RM | Laure Manaudou            | 1986      | 21  | Canet 66 natation                    | Championnats du monde(f)   | Melbourne           | 28 mars 2007       |
| 1 min 55 s 40    | Camille Muffat            | 1989      | 23  | Olympic Nice Natation                | Championnats de France (d) | Dunkerque           | 21 mars 2012       |
| 1 min 54 s 87    | Camille Muffat            | 1989      | 23  | Olympic Nice Natation                | Championnats de France (f) | Dunkerque           | 21 mars 2012       |
| 1 min 54 s 66    | Camille Muffat            | 1989      | 23  | Olympic Nice Natation                | Mare Nostrum (f)           | Canet-en-Roussillon | 6 juin 2012        |

## Bassin de 25 mètres
| Temps            | Athlète          | Naissance | Âge | Club                                | Compétition                          | Lieu                  | Date             |
| ---------------- | ---------------- | --------- | --- | ----------------------------------- | ------------------------------------ | --------------------- | ---------------- |
| 2 min 00 s 81    | Véronique Jardin | 1966      | 18  | Stade Français Olympique Courbevoie | Championnats interclubs              | Boulogne-Billancourt  | 29 janvier 1984  |
| 2 min 00 s 68    | Véronique Jardin | 1966      | 18  | Stade Français Olympique Courbevoie | Meeting Diana                        | Boulogne-Billancourt  | 3 février 1984   |
| -----            |                  |           |     |                                     |                                      |                       |                  |
| 1 min 59 s 97    | Céline Prunier   |           |     | SN Versailles                       |                                      |                       |                  |
| -----            |                  |           |     |                                     |                                      |                       |                  |
| 1 min 59 s 29    | Solenne Figuès   | 1979      | 18  | Dauphins du TOEC                    | Coupe du monde                       | Paris                 | 8 février 1997   |
| 1 min 57 s 58    | Solenne Figuès   | 1979      | 20  | Dauphins du TOEC                    | Meeting de la Réunion                | Le Port               | 28 décembre 1999 |
| 1 min 57 s 10    | Solenne Figuès   | 1979      | 22  | Dauphins du TOEC                    |                                      | Paris                 | 27 janvier 2001  |
| 1 min 56 s 97    | Solenne Figuès   | 1979      | 22  | Dauphins du TOEC                    | Championnats d'Europe (s)            | Anvers                | 16 décembre 2001 |
| 1 min 55 s 83    | Solenne Figuès   | 1979      | 22  | Dauphins du TOEC                    | Championnats d'Europe (f)            | Anvers                | 16 décembre 2001 |
| 1 min 55 s 04    | Solenne Figuès   | 1979      | 25  | Dauphins du TOEC                    | XVIème meeting de l'Océan Indien (f) | Saint-Denis (Réunion) | 28 décembre 2004 |
| 1 min 54 s 93    | Laure Manaudou   | 1986      | 20  | Canet 66 natation                   | Championnats de France (f)           | Istres                | 2 décembre 2006  |
| 1 min 54 s 88    | Alena Popchanka  | 1979      | 27  | CS Clichy 92                        | Championnats d'Europe (s)            | Helsinki              | 10 décembre 2006 |
| 1 min 54 s 25 RE | Alena Popchanka  | 1979      | 27  | CS Clichy 92                        | Championnats d'Europe (f)            | Helsinki              | 10 décembre 2006 |
| 1 min 53 s 48 RE | Laure Manaudou   | 1986      | 21  | Canet 66 natation                   | Coupe du monde (f)                   | Berlin                | 17 novembre 2007 |
| 1 min 53 s 18 RM | Coralie Balmy    | 1987      | 21  | Dauphins du TOEC                    | Championnats de France (f)           | Angers                | 6 décembre 2008  |
| 1 min 53 s 17    | Camille Muffat   | 1989      | 21  | Olympic Nice Natation               | Championnats du monde (rf)           | Dubaï                 | 15 décembre 2010 |
| 1 min 52 s 29    | Camille Muffat   | 1989      | 21  | Olympic Nice Natation               | Championnats du monde (f)            | Dubaï                 | 19 décembre 2010 |
| 1 min 52 s 28    | Camille Muffat   | 1989      | 23  | Olympic Nice Natation               | Coupe du monde de natation FINA (f)  | Berlin                | 20 octobre 2012  |
| 1 min 51 s 65    | Camille Muffat   | 1989      | 23  | Olympic Nice Natation               | Championnats de France (f)           | Angers                | 18 novembre 2012 |

## Liens
- Natation sportive